# Bernsdorf (Dessau-Roßlau)

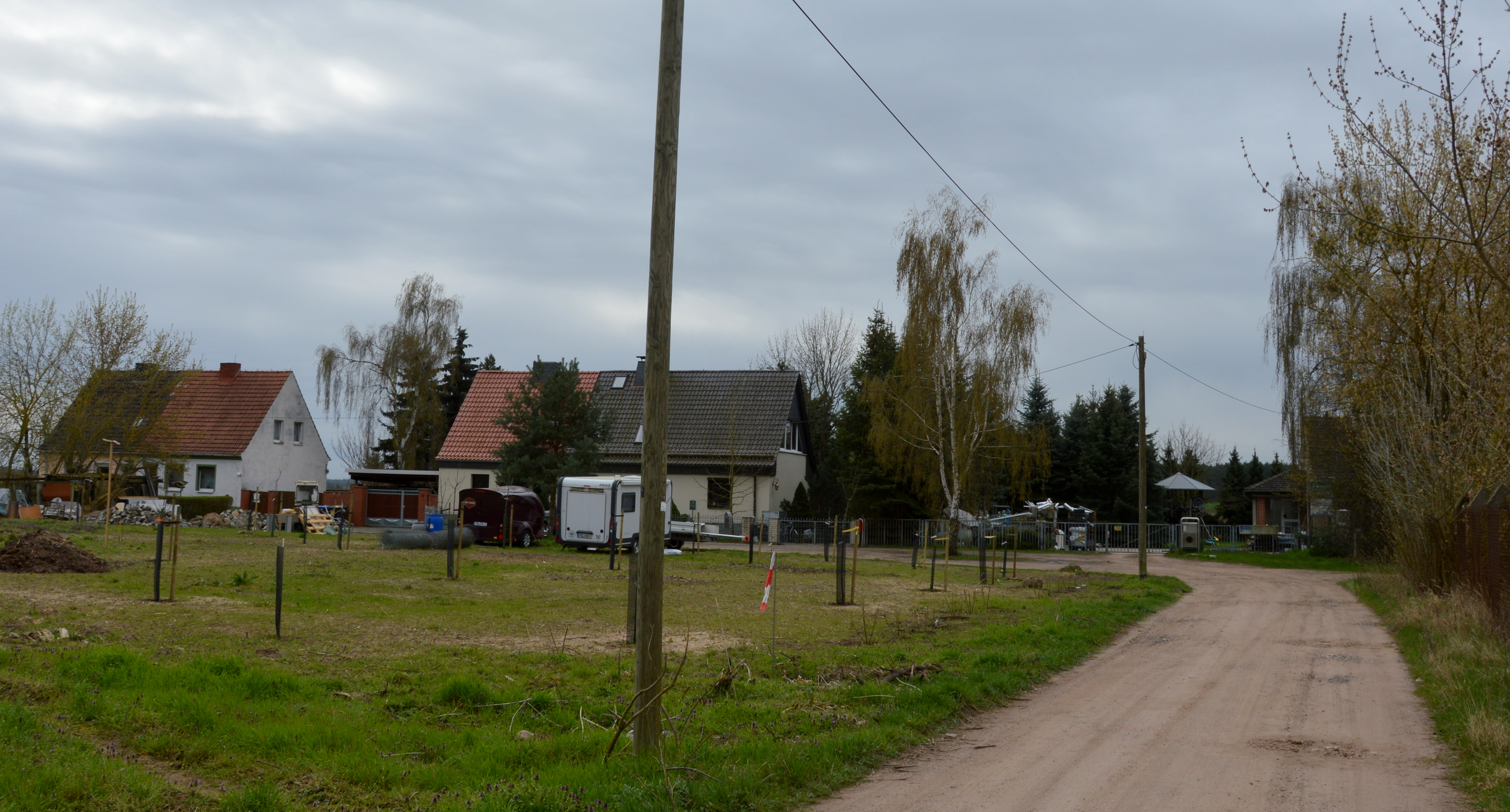
Blick von Osten auf Bernsdorf

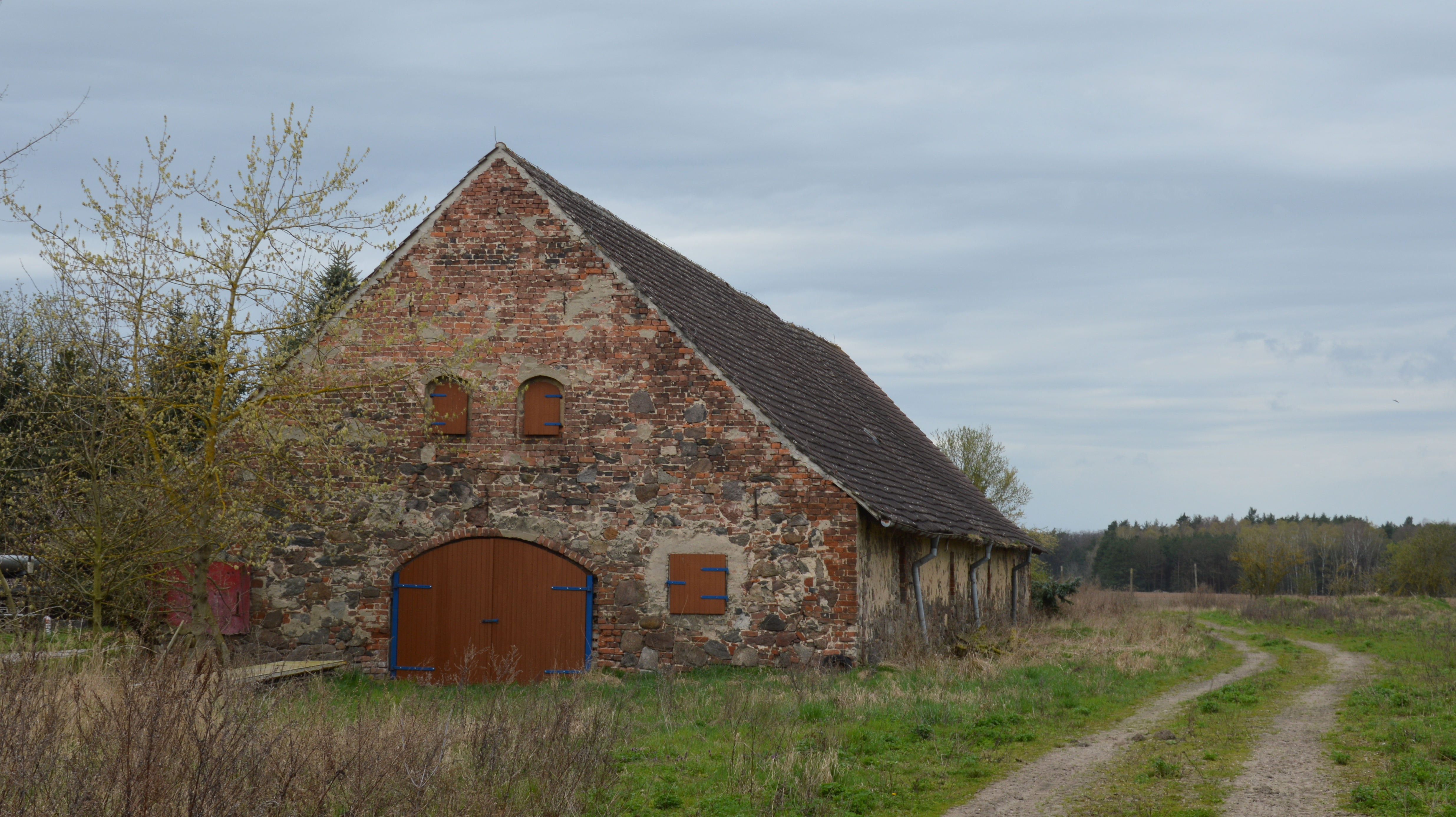
Denkmalgeschütztes Wirtschaftsgebäude

Bernsdorf ist ein zum Stadtteil Rodleben der Stadt Dessau-Roßlau in Sachsen-Anhalt gehörender Wohnplatz.
Bernsdorf liegt nordwestlich von Rodleben, südlich der Bundesstraße 184, von der aus es über eine kurze Stichstraße zu erreichen ist. Nördlich erstreckt sich ein größeres Waldgebiet, südlich schließen sich ausgedehnte Ackerflächen an. Die Bahnstrecke Trebnitz–Leipzig verläuft südlich der Ortslage.
Bernsdorf entstand aus einem Vorwerk und besteht im Wesentlichen aus einer von West nach Ost ausgerichteten Häuserzeile. Am westlichen Ende befindet sich ein großes historisches unter Denkmalschutz gestelltes Wirtschaftsgebäude, welches im örtlichen Denkmalverzeichnis als Vorwerk Bernsdorf geführt wird.